# Exulanten

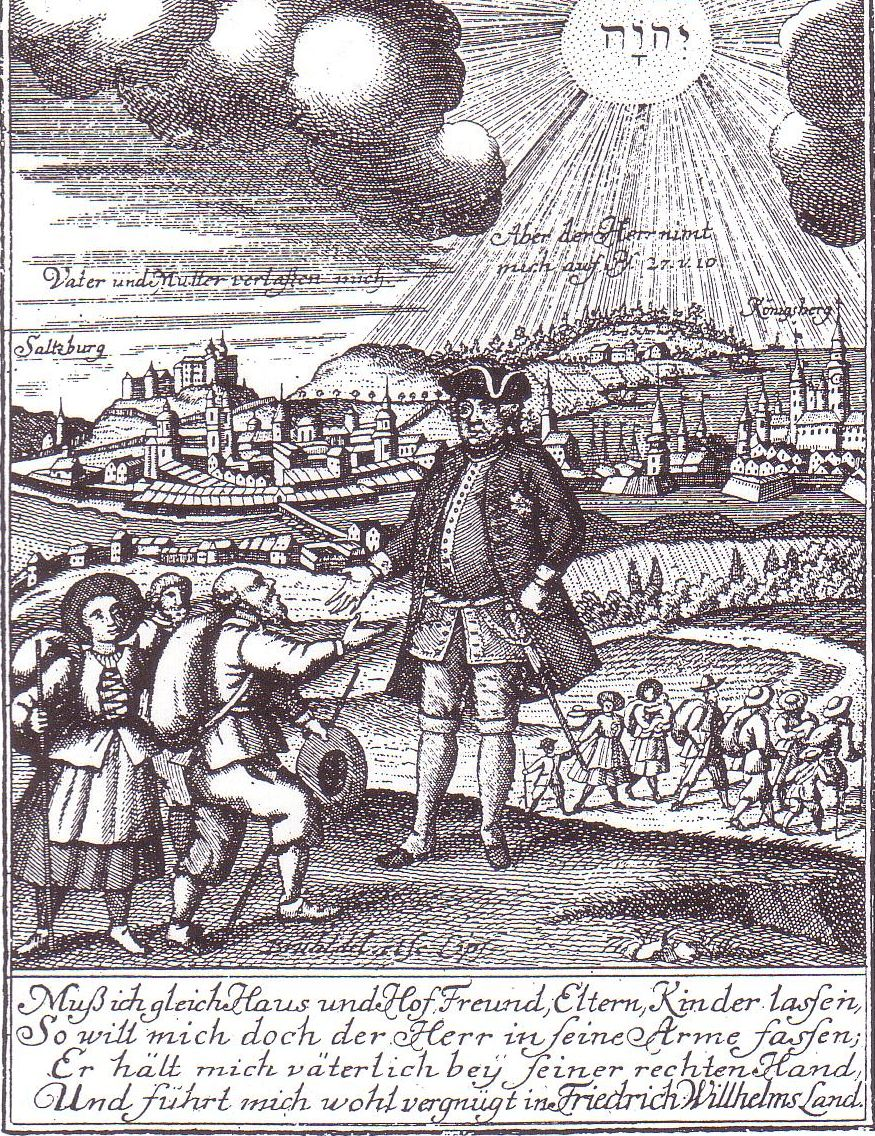
Symbolische Darstellung des Empfangs Salzburger Exulanten in Preußen durch König Friedrich Wilhelm I.

Als Exulanten bezeichnet die Geschichtswissenschaft die meist protestantischen Glaubensflüchtlinge, die in der Zeit zwischen dem 16. und 18. Jahrhundert wegen ihres religiösen Bekenntnisses aus ihrer Heimat vertrieben wurden.

## Herkunft des Begriffs
Das Wort ist abgeleitet vom Partizip Präsens exulans des Verbs exulare (ursprünglich: exsulare), das zum Substantiv exsul für Verbannter gebildet wurde. Dieses wiederum ist aus ex für aus … heraus und solum für Boden oder Land entstanden. Exulanten sind also wörtlich die „außerhalb ihres Landes Lebenden“. Exilant ist dagegen eine neuere Wortschöpfung, die von Exil (aus lat. exsilium, ebenfalls von exul) abgeleitet ist.

## Historischer Hintergrund
Flucht und Vertreibung aus religiösen Gründen gab es im Abendland immer wieder, seit das Christentum im 4. Jahrhundert Staatsreligion im Römischen Reich geworden war. Insbesondere im hohen und späten Mittelalter sahen sich ganze Bevölkerungsgruppen wie Katharer und Waldenser in Südfrankreich oder die Hussiten in Böhmen als Ketzer verfolgt. Gegen die Katharer wurde sogar der Kreuzzug gepredigt, der mit ihrer nahezu völligen Vernichtung endete.
Die Reformation im 16. Jahrhundert schuf in Europa erstmals seit der Spätantike wieder eine Situation, in der sich auch Fürsten in großer Zahl zu einer vom Katholizismus abweichenden Glaubensrichtung bekennen konnten. Bestand für Andersgläubige zuvor meist nur die Wahl zwischen Anpassung oder Vernichtung, konnten sie nun mit mehr oder weniger wohlwollender Aufnahme in Territorien rechnen, deren Landesherr ihr Bekenntnis teilte oder tolerierte.
Im Augsburger Religionsfrieden von 1555 erhielt die Möglichkeit der Auswanderung sogar eine rechtliche Grundlage. Zwar legte das ius reformandi nach dem Grundsatz cuius regio, eius religio fest, dass den Landesherren das Recht zustand, die Konfession ihrer Untertanen zu bestimmen. Die Fürsten gestanden jedoch den katholischen und lutherischen Untertanen, die nicht zu ihrer Konfession übertreten wollten, gegen Zahlung einer Abzugssteuer das ius emigrandi zu, das freie Abzugsrecht.
Das ius emigrandi war nur ein schwaches Ventil angesichts der Repressionen, die das ius reformandi heraufbeschwören konnte. Zumindest aber Katholiken und Lutheraner hatten nun ein verbrieftes Recht, in Länder auswandern zu dürfen, in denen ihr Glaube geduldet wurde. Sie mussten in diesem Fall nicht länger fürchten, wegen Verletzung ihrer Untertanenpflichten belangt zu werden. Reformierte und Täufer wie die Mennoniten waren von dieser Regelung zunächst ausgenommen. Sie wurden weiterhin sowohl von katholischen als auch von andersgläubigen protestantischen Fürsten verfolgt und vertrieben. Die Verfolgung der Mennoniten „mit Feuer und Schwert“ war sogar durch mehrere Reichstagsbeschlüsse ausdrücklich vorgeschrieben. Im Laufe der Zeit wurden diese Beschlüsse jedoch von einer wachsenden Anzahl von Territorien kaum noch umgesetzt.
Erst im Westfälischen Frieden erlangten auch die Reformierten die reichsrechtliche Gleichstellung mit Katholiken und Lutheranern. Außer dem Recht auf ungehinderte Auswanderung hatten die Angehörigen der nunmehr drei offiziell anerkannten Konfessionen seit 1648 das Recht, auf dem Gebiet eines andersgläubigen Landesherrn ihren Glauben privat auszuüben. Den Mennoniten blieb diese Gleichstellung noch verwehrt.
Im Europa des 16. und 17. Jahrhunderts gewährten nur Polen und Siebenbürgen völlige religiöse Toleranz. Alle anderen Monarchien, insbesondere die katholischen Länder Spanien und Frankreich, gingen rigoros gegen Andersgläubige vor. In England wurden die bürgerlichen Rechte der Katholiken eingeschränkt, ebenso in den weitgehend toleranteren Niederlanden.

## Die wichtigsten Exulantenströme

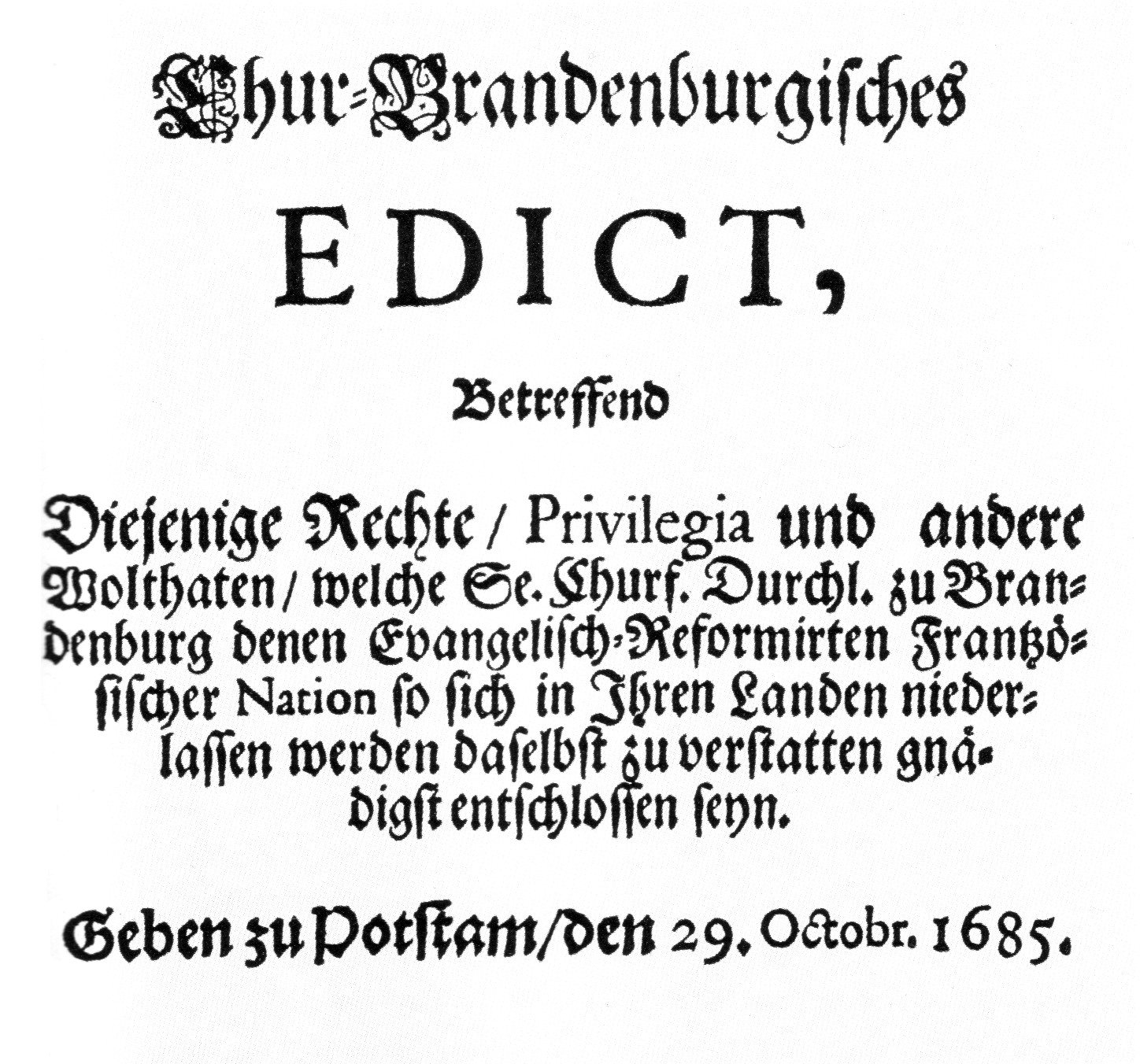
Druck des Potsdamer Toleranzedikts für Kurbrandenburg

All dies führte seit Anfang des 16. Jahrhunderts zu einem wachsenden Strom von Exulanten in ganz Europa und im Mittelmeerraum. Nach der Vertreibung der Juden aus Spanien 1492 suchten spanische Juden in verschiedenen Staaten Europas sowie im Osmanischen Reich Zuflucht. Nach dem Widerruf des 1598 erlassenen Toleranzedikts von Nantes durch Ludwig XIV. im Jahr 1685 flohen französische Hugenotten nach England, in die Schweiz, die Niederlande und nach Deutschland. Man bezeichnete sie auch als Refugianten (von frz. refuge = Zuflucht). Besonders Brandenburg-Preußen konnte von der Zuwanderungswelle profitieren. Kurfürst Friedrich Wilhelm erließ noch im gleichen Jahr 1685 das Toleranzedikt von Potsdam, das eine starke Einwanderungswelle von etwa 20 000 französischen Flüchtlingen zur Folge hatte. Die Exulanten wurden in der Mark Brandenburg angesiedelt und trugen im Folgenden erheblich zum Wirtschaftsaufschwung und zur späteren Machtstellung Preußens bei.

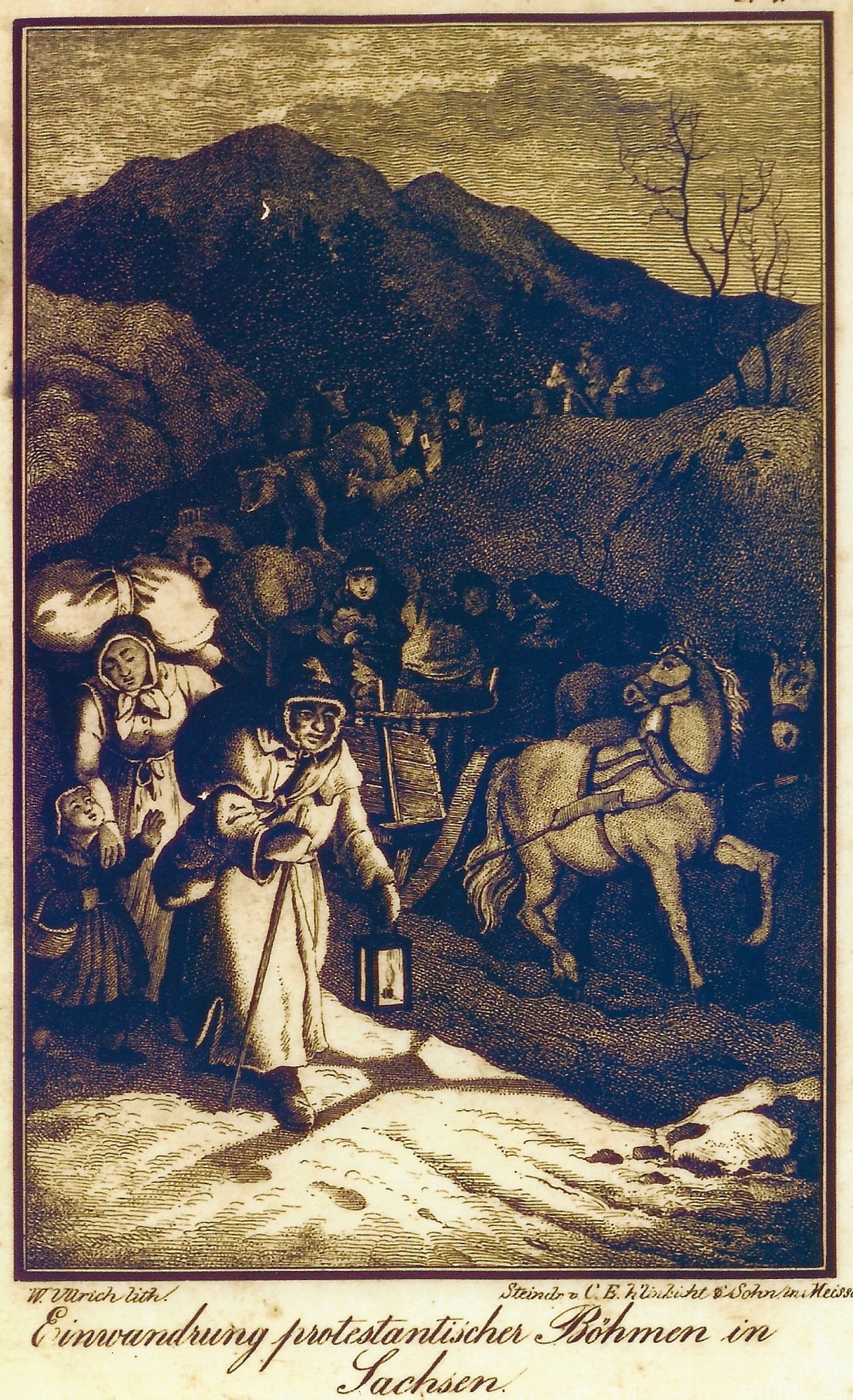
Die Dezembernacht 1653. Nach Sachsen fliehende Exulanten. Grafik von Ludwig Richter 1834

Um eine Entvölkerung zu vermeiden, betrieb die Habsburgermonarchie nach den Bauernkriegen eine Suppressionspolitik, die erst mit den Theresianisch-Josephinischen Reformen gelockert wurde. Protestantisch waren neben der Bauernschaft insbesondere die Bergleute und Gewerke, die mit dem Salzabbau im Salzkammergut und der Eisenindustrie beim Erzberg eine wirtschaftliche Basis der Monarchie stellten. Hier waren Zwangskonvertierungen und Kryptoprotestantismus vorherrschend. Ausnahmen machte die Suppressionspolitik in Ansiedlungen an der Militärgrenze zum Osmanischen Reich (Kroatien, Slawonien, Banat, Siebenbürgen), wo weitestgehend Religionsfreiheit herrschte, auch aus Rücksicht gegenüber den dort ansässigen orthodoxen Christen und kaisertreuen Muslimen. Der Anteil der protestantischen Bevölkerung lag in diesen Gebieten aber im niedrigen Prozentbereich.
Aber auch aus den Ländern der Habsburger mussten immer wieder Protestanten in großer Zahl fliehen: In Österreich unter der Enns (Niederösterreich) und ob der Enns (Oberösterreich) sowie in der Steiermark, Kärnten und Krain vor allem aber aus Böhmen wurden vom Ende des 16. Jahrhunderts bis in die 1670er Jahre in mehreren Wellen Protestanten zur Auswanderung gezwungen. Nach dem städtischen Bürgertum, den Multiplikatoren der evangelischen Konfession (Pfarrer, Lehrer) und dem Adel war nach dem Dreißigjährigen Krieg vor allem die bäuerliche Bevölkerung von Vertreibungen betroffen. In einer Vielzahl von Veröffentlichungen konnten die Namen und Schicksale der Betroffenen inzwischen dokumentiert werden. Meist auf dem Weg über Regensburg zogen die Vertriebenen in die vom Krieg entvölkerten Teile Frankens und Schwabens, siedelten sich an und trugen hier zum wirtschaftlichen und kulturellen Wiederaufschwung bei. Zahlreiche Familiengeschichten können noch heute auf ihre exulantische Herkunft zurückgeführt werden.

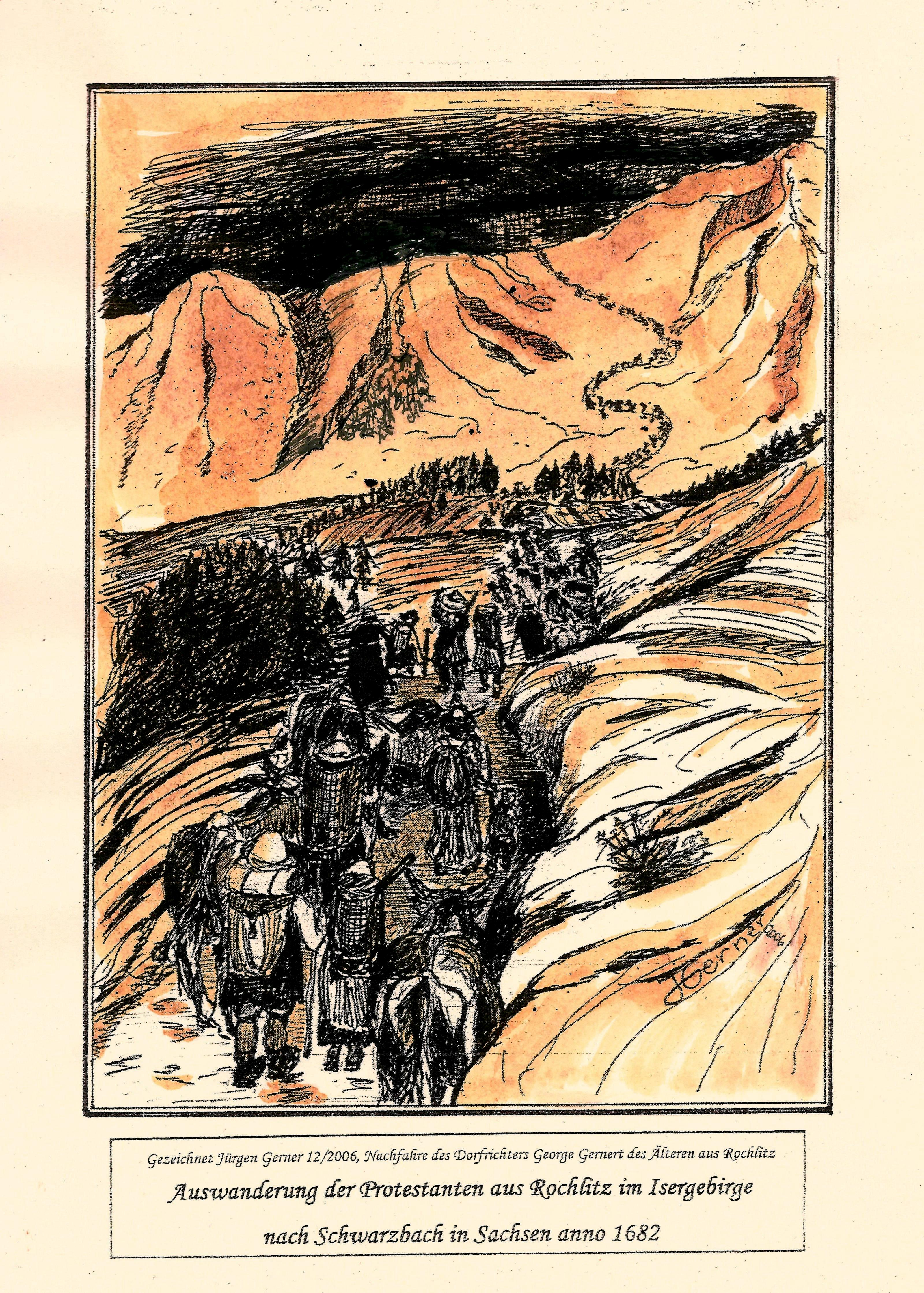
Böhmische Rochlitzer Exulanten fliehen 1682 nach Schwarzbach im lutherischen Queiskreis. Grafik von Jürgen Gerner 2006

Viele österreichische Exulanten lassen sich aber auch in Brandenburg und Schweden nachweisen. Die Böhmischen Brüder und andere deutschsprachige protestantische Böhmen, aus den Herrschaften Friedland, Starkenbach, Harrach, Rochlitz, Hohenelbe, Arnau und Nordböhmen wanderten größtenteils ins benachbarte Sachsen oder in die Mark Brandenburg aus. Der Bevölkerungsverlust durch Abwanderung bezifferte sich auf bis zu 150.000 Exulanten, zum größten Teil aus Böhmen, was 36.000 Familien entspricht. Nach 1680 führten katholische Repressionen dazu, dass es zur nächtlichen Exulantenflucht ganzer Protestantendörfer kam. Die Fluchtbewegung erzeugte ein überregionales Desaster. Es gab Rückführungsbefehle aus Wien und Prag und Rechtfertigungsschreiben aus Sachsen, in denen sich die obskuren gesellschaftlichen Verhältnisse widerspiegeln. Die Exulantenflucht der protestantischen Gemeinde von Rochlitz an der Iser am 15. Juli 1682 in den Queiskreis, die der Dorfrichter George Gernert anführte, ist dafür ein gut dokumentiertes Beispiel.
Die Salzburger Exulanten, die infolge des Emigrationspatents des Fürsterzbischofs Leopold Anton von Firmian 1731 aus ihrer Heimat vertrieben wurden, fanden größtenteils Aufnahme in West- und Ostpreußen. Ein anderer Teil wurde unter der Regentschaft von Karl VI. und Maria Theresia nach Siebenbürgen deportiert (siehe Landler bzw. Transmigration). Nach dem Toleranzpatent von 1781 konnte innerhalb der Erblande migriert werden, wenn keine Toleranzgemeinde genehmigt wurde. Wie manche Verfolgte ihre Lage selbst sahen, beschreibt das Gedicht eines aus dem Fürsterzbistum Salzburg ausgewiesenen Protestanten:

„Ich bin ein armer Exulant,
also muss ich mich schreiben.
Man tut mich aus dem Vaterland
um Gottes Wort vertreiben.
Doch weiß ich wohl,
Herr Jesu mein,
es ist dir auch so gangen,
jetzt soll ich dein Nachfolger sein,
mach’s Herr nach dein’m Verlangen!“

Während einige Exulanten versuchten, sich möglichst nahe der früheren Heimat anzusiedeln, wanderten viele nach Übersee aus. Einige Herrnhuter Brüdergemeinen gründeten beispielsweise Siedlungen und Missionsstationen zwischen Grönland und Südamerika. Pfälzische Mennoniten und Amische gingen nach Pennsylvania, wo ihre Nachfahren bis heute leben. Mennoniten aus dem Weichseldelta und pietistische Gruppen wiederum folgten der Einladung der Zarin Katharina der Großen und siedelten in den von Russland neu eroberten Gebieten am Unterlauf der Wolga.

## Entstehung von Exulantenstädten und -dörfern
Insbesondere nach den Verheerungen des Dreißigjährigen Krieges erkannten immer mehr Landesherren die wirtschaftlichen Chancen, die sich durch die Aufnahme von Exulanten ergaben. König Friedrich II. von Preußen legte im 18. Jahrhundert mit Edikten und Dekreten zur Bevölkerungsmehrung die Grundlage für eine erfolgreiche Binnenkolonisation (Friderizianische Kolonisation). Er rief rund 60.000 Siedler in sein Land und ließ etwa 900 Kolonistendörfer errichten. Ein Ausdruck dieser eher an Nützlichkeitserwägungen als an prinzipieller Toleranz orientierten Haltung ist sein bekannter Ausspruch:

„Alle Religionen seindt gleich und gut, wan nuhr die leute, so sie profesieren, Ehrlige leute seindt, und wenn Türken und Heiden kämen und wollten das Land pöplieren, so wollten wir sie Mosqueen und Kirchen bauen.“

Bereits im 17. Jahrhundert hatten einige Denker der Frühaufklärung aus dem Vergleich der Niederlande mit Spanien erkannt, dass Zusammenhänge bestanden zwischen religiöser Toleranz und dem Wohlstand eines Landes einerseits sowie zwischen Intoleranz und wirtschaftlichem Niedergang andererseits. Dafür gab es einen einfachen Grund: Wer seine Heimat aus religiösen Gründen verließ, musste sich dies auch wirtschaftlich leisten können. Es flohen also meist diejenigen, die ihren Besitz zu Geld machen konnten oder die ihr Kapital in Form von Wissen oder handwerklichen Fertigkeiten mit sich tragen konnten. So kam es, dass in vielen Fällen die Exulanten bald die Wirtschaft ihrer Aufnahmegebiete prägten und erheblich zu deren Wohlstand beitrugen. Ein Beispiel dafür ist der Musikwinkel im Vogtland, der von böhmischen Musikinstrumentenmachern besiedelt wurde.
Speziell in Deutschland entstand – meist auf landesherrliche Initiative – eine Reihe von Exulantenstädten, in denen Flüchtlinge einer oder mehrerer Konfessionen aufgenommen wurden. Ein besonders markantes Beispiel dafür ist die Gründung der Stadt Neuwied am Rhein, in der eine weitgehende Religionsfreiheit für alle Bekenntnisse herrschte.

### Das Beispiel Neuwied

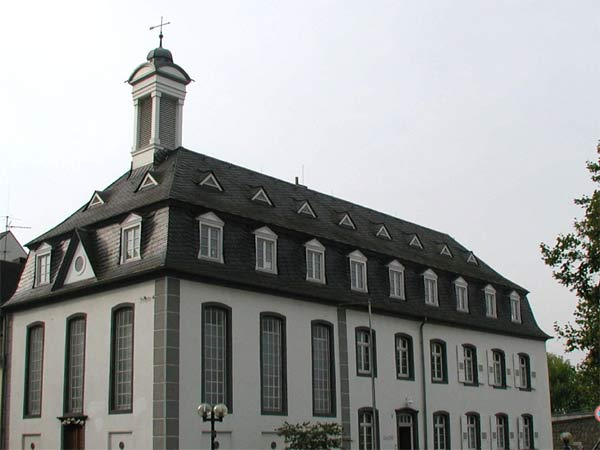
Die ehemalige Mennonitenkirche in Neuwied

Die reformierte Grafschaft Wied war im Dreißigjährigen Krieg weitgehend verarmt. Von der Teilhabe am Rheinhandel versprach sich Graf Friedrich III. zu Wied wirtschaftliche Impulse. Daher ließ er 1653 an der schmalen, häufig von Überschwemmungen betroffenen Rheinfront seiner Grafschaft die neue Residenz Neuwied gründen. Um mehr Bewohner in die nur langsam wachsende und topografisch ungünstig gelegene Siedlung zu locken, verlieh er ihr 1662 ein Stadtrechtsprivileg, das den Einwohnern zahlreiche Freiheiten garantierte – vor allem das Recht auf weitgehende Religionsfreiheit sowie die zivilrechtliche Gleichstellung unabhängig von ihrer Konfessionsangehörigkeit. In der übrigen Grafschaft war dagegen weiterhin nur das reformierte Bekenntnis zugelassen.
Diese Privilegierung, unterstützt von regelrechten Anwerbemaßnahmen, ließen die Einwohnerzahl der jungen Stadt nach 1662 stetig wachsen. Daher behielten auch die Nachfolger Friedrichs III. seine Politik der religiösen Toleranz in Neuwied bei. Zuzugswillige Gruppen erhielten im Rahmen der wiedischen Peuplierungspolitik Konzessionen zur Ansiedlung. Damit waren sie nicht länger auf die wohlwollende Duldung des regierenden Fürstenhauses angewiesen, sondern konnten ihre verbrieften religiösen und bürgerlichen Rechte in Untertanenprozessen vor dem Reichskammergericht oder dem Reichshofrat einklagen. Dies war vor allem für Angehörige von reichsrechtlich nicht anerkannten Religionsgemeinschaften ein wichtiges Zugeständnis. Unter Friedrichs Enkel, Fürst Johann Friedrich Alexander zu Wied-Neuwied lebten im 18. Jahrhundert Angehörige von sieben verschiedenen Religionsgemeinschaften dauerhaft in Neuwied: Calvinisten, denen auch das Grafenhaus angehörte, Lutheraner, Katholiken, Mennoniten, Herrnhuter, Inspirierte und Juden. Zeitweilig hatten sich auch Quäker und französische Hugenotten in der Stadt niedergelassen.
Auch nach Neuwied brachten die Exulanten vielfach neue Gewerbezweige und Fertigkeiten mit, die der Stadt eine wirtschaftliche Blüte bescherten. So waren die Möbel aus der Manufaktur der Herrnhuter Abraham und David Roentgen oder die kunstvollen Uhren von Peter Kinzing an den Fürstenhöfen ganz Europas gefragt.
Seit Mitte des 18. Jahrhunderts galt Neuwied in der aufgeklärten Welt als Musterbeispiel einer religiösen Freistatt. Ein Besucher der Stadt schrieb 1792 in einem Reisebericht: „Wer die Folgen der Duldung bezweifelt, der komme hierher und schäme sich seines Kleinglaubens. Die Bekenner der verschiedensten Religionssysteme wohnen hier fredlich nebeneinander, und Industrie und Handel blühen unter ihren Händen.“

### Weitere Beispiele für Exulantensiedlungen

Böhmisch-Rixdorf (in Berlin-Neukölln)

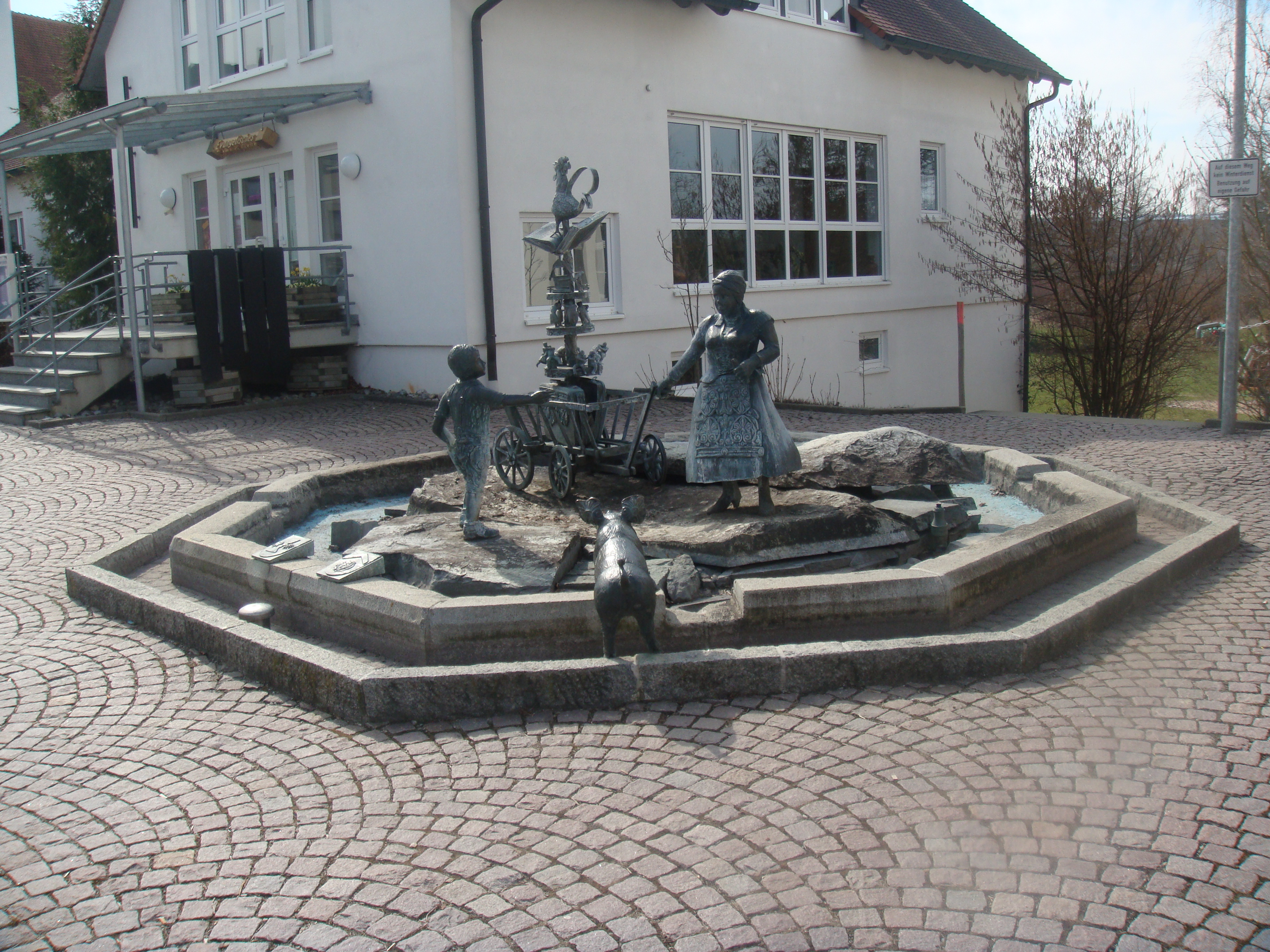
Exulantenbrunnen in Wain

- Böhmisch-Rixdorf
- Brüderwiese
- Deutschgeorgenthal
- Deutschkatharinenberg
- Deutschneudorf
- Erlangen
- Estherwalde[7], polnisch Wola Augustowska  bei Giebułtów (deutsch Gebhardsdorf)
- Freudenstadt
- Friedrichstadt
- Georgenfeld
- Glückstadt
- Hanau[8] (Gründung Hanauer Neustadt 1597 für Glaubensflüchtlinge)
- Herrnhut
- Johanngeorgenstadt
- Karlshafen
- Kleinneuschönberg
- Klingenthal
- Markneukirchen
- Neu-Isenburg
- Stadt Neusalza
- Neuwernsdorf
- Niederneuschönberg
- Nowawes (siehe dazu auch Babelsberg und Potsdam)
- Oberneuschönberg
- Sprottischwaldau,[9] polnisch Szprotawka
- Wain
- Zillerthal-Erdmannsdorf[10], polnisch Mysłakowice

In einigen Exulantensiedlungen errichteten die Exulantengemeinden eigene Kirchen, die Exulantenkirchen; zuweilen ließen der aufnehmende Landesherr oder die aufnehmende Stadt für ihre Neubürger eine Exulantenkirche bauen.